# Cathayopterus
Cathayopterus je neoficiálním jménem ptakoještěra, žijícího v období spodní křídy na území dnešní provincie Liao-ning v Číně (formace Yixian). Tento rod je popisován jako ktenochasmatid, tedy příslušník zvláštní skupiny pterosaurů, živících se procezováním vody. Typovým druhem neoficiálního rodu je C. grabaui.